# Werkzeugmaschinenlabor WZL der RWTH Aachen

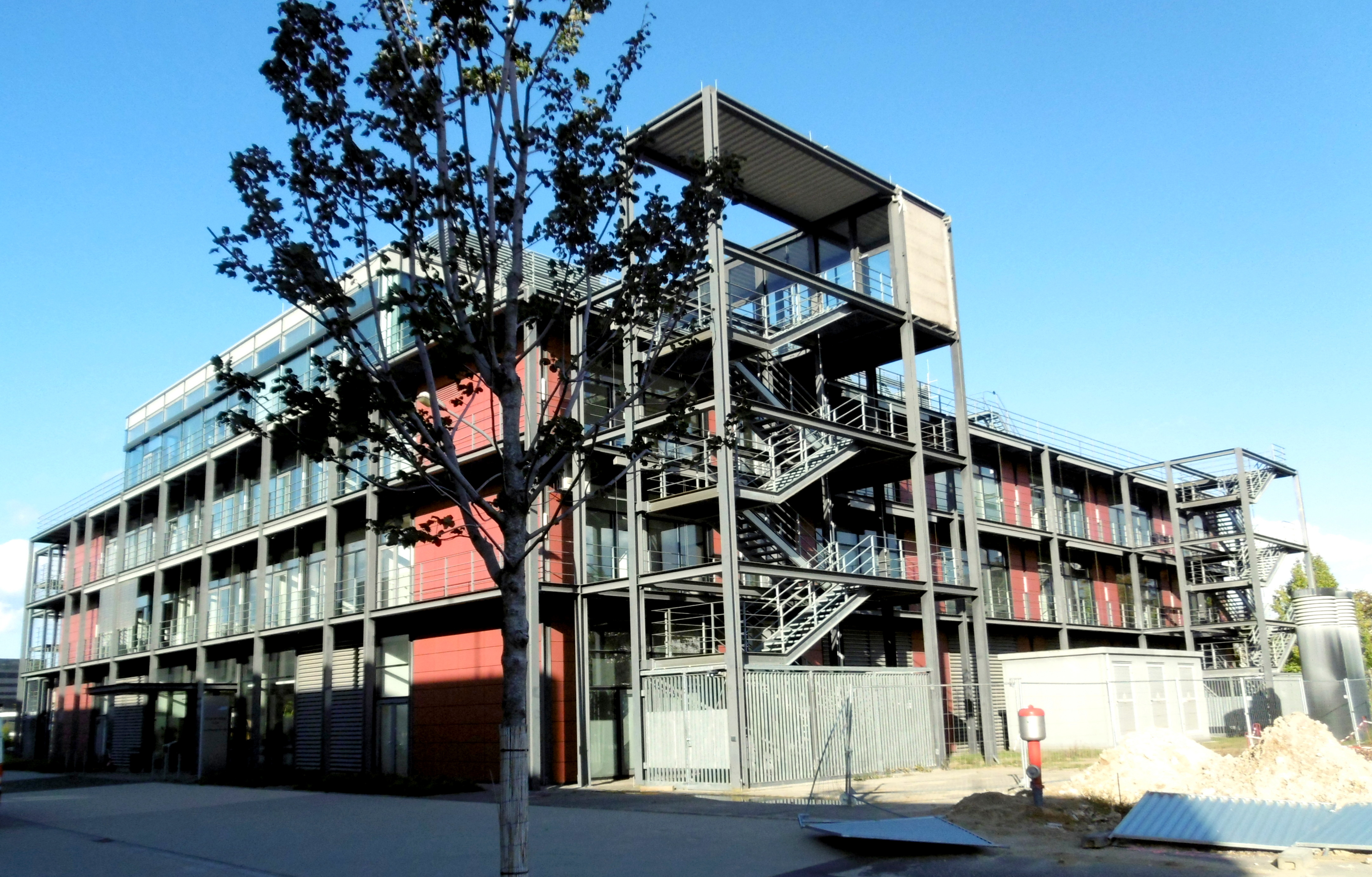
Manfred-Weck-Haus

Das Werkzeugmaschinenlabor WZL der RWTH Aachen (Kurzform: WZL) ist ein aus drei Lehrstühlen der Ingenieurdisziplin Maschinenbau bestehendes Forschungsinstitut im Bereich der Lehre und Forschung für Produktionstechnik. Durch die Kooperation der Lehrstühle für
- Informations-, Qualitäts- und Sensorsysteme in der Produktion,
- Produktionssystematik,
- Werkzeugmaschinen

werden alle Kernthemen im Bereich der Produktionstechnik unter einem Dach abgedeckt.
Das WZL mit seinen rund 700 Mitarbeitenden wird von den Inhabern der drei oben genannten Lehrstühle gemeinsam geführt. Die Geschäftsführung wechselt turnusmäßig alle drei Jahre. Geschäftsführender Direktor ist Robert Schmitt.
Das WZL unterhält Partnerschaften und Kooperationen mit internationalen Industrieunternehmen. So sind Firmen wie Bosch, Audi, Daimler AG, Sandvik, Schuler, Feintool und Voestalpine in Arbeitskreisen miteinander verbunden.
Das WZL hat bekannte Start-Ups hervorgebracht, wie die Elektrofahrzeughersteller Streetscooter und Next.e.GO Mobile SE.

## Geschichte
Das Werkzeugmaschinenlabor führt sein Bestehen auf die Berufung von Geheimrat Adolf Wallichs auf den Lehrstuhl für Werkzeugmaschinen und Betriebslehre der Rheinisch-Westfälischen Technischen Hochschule im Jahre 1906 zurück. 1936 übernahm Herwart Opitz die Leitung des Lehrstuhls und des dazugehörigen Instituts. Mit der Einführung des nationalsozialistischen Vierjahresplans im gleichen Jahr wurde die Ausrichtung der Arbeit am WZL für die nächsten Jahre festgelegt, da Lehre und Forschung nun der militärischen Aufrüstung und Kriegsvorbereitung zu dienen hatten. Opitz schaffte 1938 durch eine wesentliche Erweiterung des Laboratoriums die Voraussetzungen zu einer Ausdehnung der Forschungstätigkeit auf moderne Probleme des Werkzeugmaschinenbaus und der Fertigungstechnik. Unter seiner Leitung entwickelte sich das WZL zu einer der modernsten und bedeutendsten Forschungsstätten seiner Art.
Nach dem Krieg begann Opitz den Wiederaufbau des fast völlig zerstörten Instituts. Nach dessen Abschluss wurde im Jahre 1948 unter widrigsten äußeren Umständen das 1. Aachener Werkzeugmaschinen-Kolloquium (AWK) veranstaltet. Der in der zweiten Hälfte der 1950er Jahre einsetzende wirtschaftliche Aufschwung ermöglichte eine Verstärkung der Forschungstätigkeit und eine deutliche Zunahme der Mitarbeiterzahlen.
1973 wurde aufgrund der zunehmenden Bedeutung der Produktionstechnik in Forschung und Lehre die Aufgaben des Lehrstuhls für Werkzeugmaschinen und Betriebslehre aufgeteilt auf die drei Lehrstühle Produktionssystematik, Technologie der Fertigungsverfahren und Werkzeugmaschinen. Ein zusätzlicher Schwerpunkt wurde dadurch gesetzt, dass die Abteilung Messtechnik für die automatisierte Fertigung ergänzend eingerichtet wird, Leiter wird Tilo Pfeifer. Vor seiner Emeritierung übergab Opitz nach 37-jähriger Amtszeit die Leitung des Instituts an Walter Eversheim, Wilfried König und Manfred Weck.

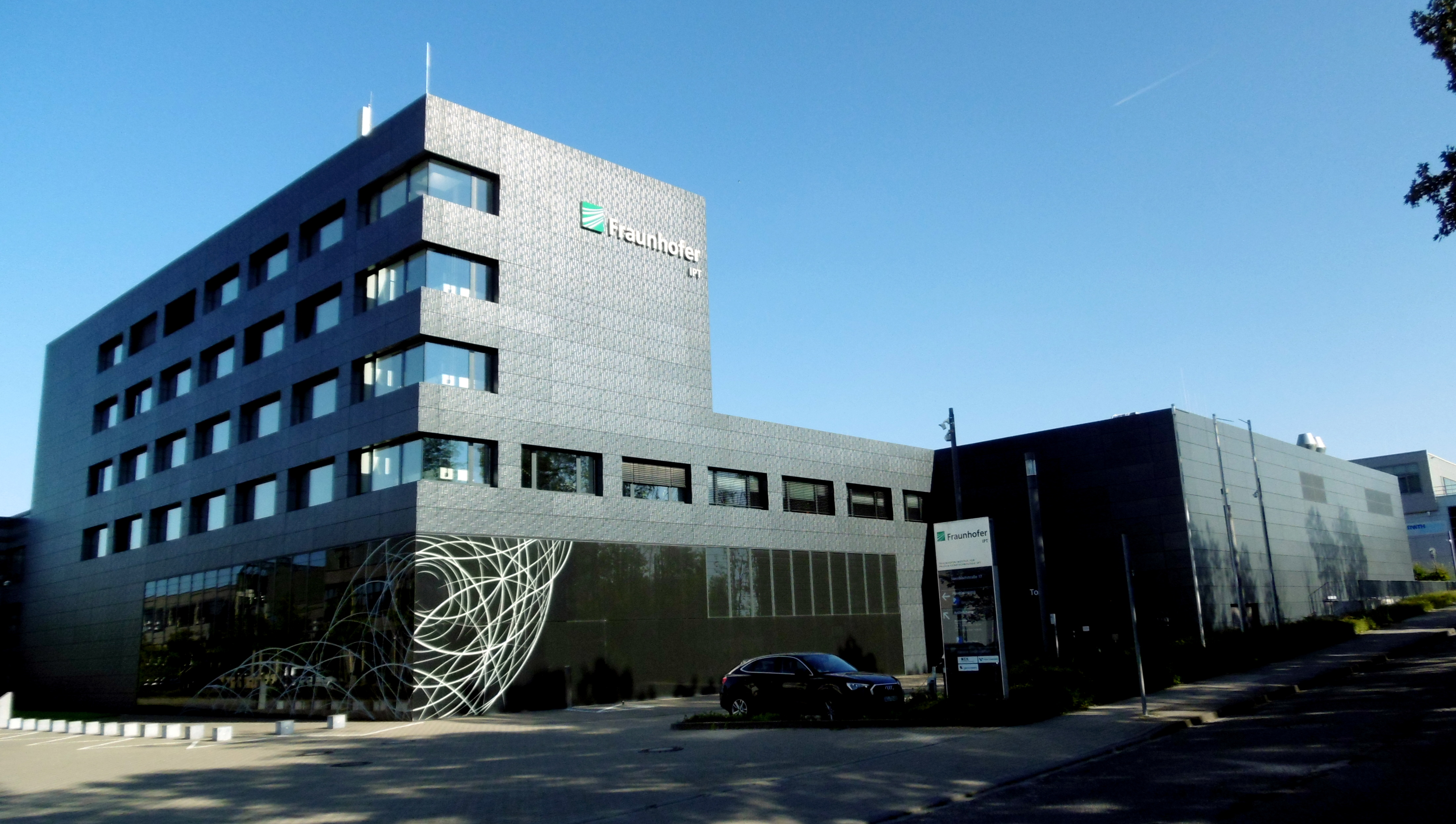
Fraunhofer-Institut für Produktionstechnologie IPT

Auf Initiative der Leitung des WZL gründete die Fraunhofer-Gesellschaft mit Unterstützung des Landes NRW im Jahre 1980 das Fraunhofer-Institut für Produktionstechnologie (IPT). Die vier Professoren des WZL bilden das Direktorium des Fraunhofer IPT.
Aus der Abteilung Messtechnik für die automatisierte Fertigung wurde 1988 Deutschlands erster Lehrstuhl für Fertigungsmesstechnik und Qualitätssicherung. Auf den neuen Lehrstuhl wurde Tilo Pfeifer berufen, zugleich als Leiter der Abteilung.
1992 wurde auf Initiative des WZL das Aachener Demonstrationslabor für integrierte Produktionstechnik (ADITEC) gegründet. Ziel der ADITEC ist es, das im WZL vorhandene Know-how zur praxisorientierten Aus- und Weiterbildung zu nutzen.
Am 1. April 2008 nahm an der RWTH Aachen der Lehrstuhl für Montagetechnik seine Arbeit auf. Der neue Lehrstuhl wurde von Rainer Müller geleitet und durch das Werkzeugmaschinenlabor unterstützt.
Im November 2010 war das WZL Ausrichter der 3rd European Conference on Grinding, auf der Neu- und Weiterentwicklungen auf dem Gebiet der Schleiftechnik vorgestellt und Perspektiven und Potenziale der Branche aufgezeigt wurden.
Seit 2013 ist das WZL beteiligtes Institut der RWTH Aachen an der so genannten Anlauffabrik, die unter anderem in Zusammenarbeit mit dem Elektromobilitätslabor der Hochschule den Produktionsprozess zur Serienherstellung elektromobiler Fahrzeuge vorantreibt.
In der Nacht auf den 5. Februar 2016 brannte die große Versuchshalle des WZL aus und stürzte ein. Schätzungen zufolge belief sich der Schaden auf rund 100 Millionen Euro, davon entfallen 30 Millionen Euro auf das Gebäude, 60 Millionen Euro auf Beschaffung der in der Halle untergebrachten Werkzeugmaschinen und 10 Millionen Euro auf Übergangsmaßnahmen. Auch die Serverinfrastruktur des Instituts wurde zerstört. Brandermittler der Polizei konnten keine Ursache für den Ausbruch des Feuers finden, da die Zerstörungen zu groß gewesen seien. An gleicher Stelle wurde im August 2020 ein Neubau eröffnet, zunächst unter dem Namen Brandersatzhalle (BEH).
2021 wurde der bisher eigenständige RWTH-Lehrstuhl für Informationsmanagement im Maschinenbau (IMA) in das WZL integriert. Er ging im WZL-Lehrstuhl für Fertigungsmesstechnik und Qualitätsmanagement auf. Mit Wirkung zum 1. Januar 2024 wurde zudem der bis dato dem WZL angeschlossene „Lehrstuhl für Technologie der Fertigungsverfahren“ in das eigenständige Institut „Manufacturing Technology Institute – MTI“ überführt.

## Lehrstühle

### Lehrstuhl für Informations-, Qualitäts- und Sensorsysteme in der Produktion
Der Lehrstuhl für Informations-, Qualitäts- und Sensorsysteme beschäftigt sich mit der Vernetzung von Daten, Menschen und Technologien für eine intelligente, zukunftsfähige Produktion. 
In Anbetracht der Verantwortung für Wohlstand und begrenzte planetare Ressourcen, zunehmende Disruptionen sowie die demografische Entwicklung entstehen für die Produktionstechnik zentrale Herausforderungen und notwendige Transformationen. Hierzu geben Fokusthemen in Forschung, Lehre und industrieller Praxis eine Hilfestellung für objektive und technologisch getriebene Nachhaltigkeit, Resilienz in zunehmend komplexen und volatilen Ökosystemen, neue regulatorische Anforderungen sowie Adaptivität in Automation, Qualifikation und Unternehmensorganisation. Schlüsseltechniken hierfür sind die Digitalisierung und die Industrie 4.0, abgebildet in Digitalen Zwillingen und gesteuert in zunehmend zirkulären und menschzentrierten Systemen.

### Lehrstuhl für Produktionssystematik
Der Lehrstuhl für Produktionssystematik betreibt Forschung und Lehre in den Bereichen Produkt- und Produktionsplanung. Hierzu gehören Kernthemen wie integrierte Produkt- und Prozessgestaltung, kooperative Wertschöpfung, Unternehmensmodellierung, Fabrikplanung, Auftragsabwicklung und Systemauswahl. Lehrstuhlinhaber ist aktuell Günther Schuh.
Der Forschungsbereich verbindet ingenieurwissenschaftliche und betriebswirtschaftliche Forschung, die in Projekten zur Unterstützung von produzierenden Unternehmen weitergegeben und vertieft wird. Dazu gehören die Abteilungen Innovationsmanagement (a. Komplexitätsmanagement), Fabrikplanung (globale Produktion, Produktionslogistik ...), Produktionsmanagement (Gestaltung, Planung, Steuerung) und Unternehmensentwicklung (Market Intelligence, Digitalisierung, Werkzeugbau).

### Lehrstuhl für Werkzeugmaschinen
Forschung und Lehre im Bereich des Lehrstuhls für Werkzeugmaschinen umfassen die Berechnung und Optimierung von Werkzeugmaschinen und Handhabungssystemen sowie deren Komponenten, die messtechnische Untersuchung und Beurteilung von Produktionssystemen, die Antriebstechnik, NC-, RC- und SPS- Steuerungen, Prozessüberwachung und Maschinendiagnose, Mensch-Maschine-Interaktion, Leittechnik und Automatisierung. Hinzu kommen Getriebetechnik und Verzahnmaschinen. Lehrstuhlinhaber ist derzeit Christian Brecher.

## Aachener Werkzeugmaschinen-Kolloquium AWK
Das erste Aachener Werkzeugmaschinen-Kolloquium (AWK) fand im Juni 1948 statt. Unter dem Eindruck der alliierten Auflagen nach Ende des Krieges und vor dem Beginn des Wirtschaftswunders in Deutschland, hatte Herwart Opitz die Idee eines jährlichen Kolloquiums zum Thema Werkzeugmaschinenbau. Bei der Premiere nahmen rund 100 Personen teil, darunter Mitarbeiter von Opitz, Kollegen von anderen technischen Hochschulen und aus der Industrie. Ein Jahr später am 26. Juli 1949 wurde auf Anregung der Industrie das 2. AWK zum Thema „Die Entwicklung des Werkzeugmaschinenbaus im Ausland“ veranstaltet. Besondere Aufmerksamkeit schenkte man den zu der Zeit führenden Ländern, den USA und der Schweiz. Seitdem stellt das AWK eine Brücke zwischen Forschung und Praxis dar und entwickelte sich mit der Zeit zu einer festen Institution. Der jährliche Turnus wurde nicht beibehalten, um sich mit Konferenzen in München und Stuttgart nicht zu überschneiden. Das AWK findet daraufhin seit 1965 alle drei Jahre in Aachen statt, seit 1984 im Aachener Eurogress. Es nehmen über 1000 Vertreter aus Politik, Wirtschaft und Wissenschaft teil. Zusätzlich zu Expertenvorträgen werden immer wieder aktuelle Sichtweisen aus Wirtschaft und Wissenschaft durch Plenarvorträge ergänzt.

## WZLforum

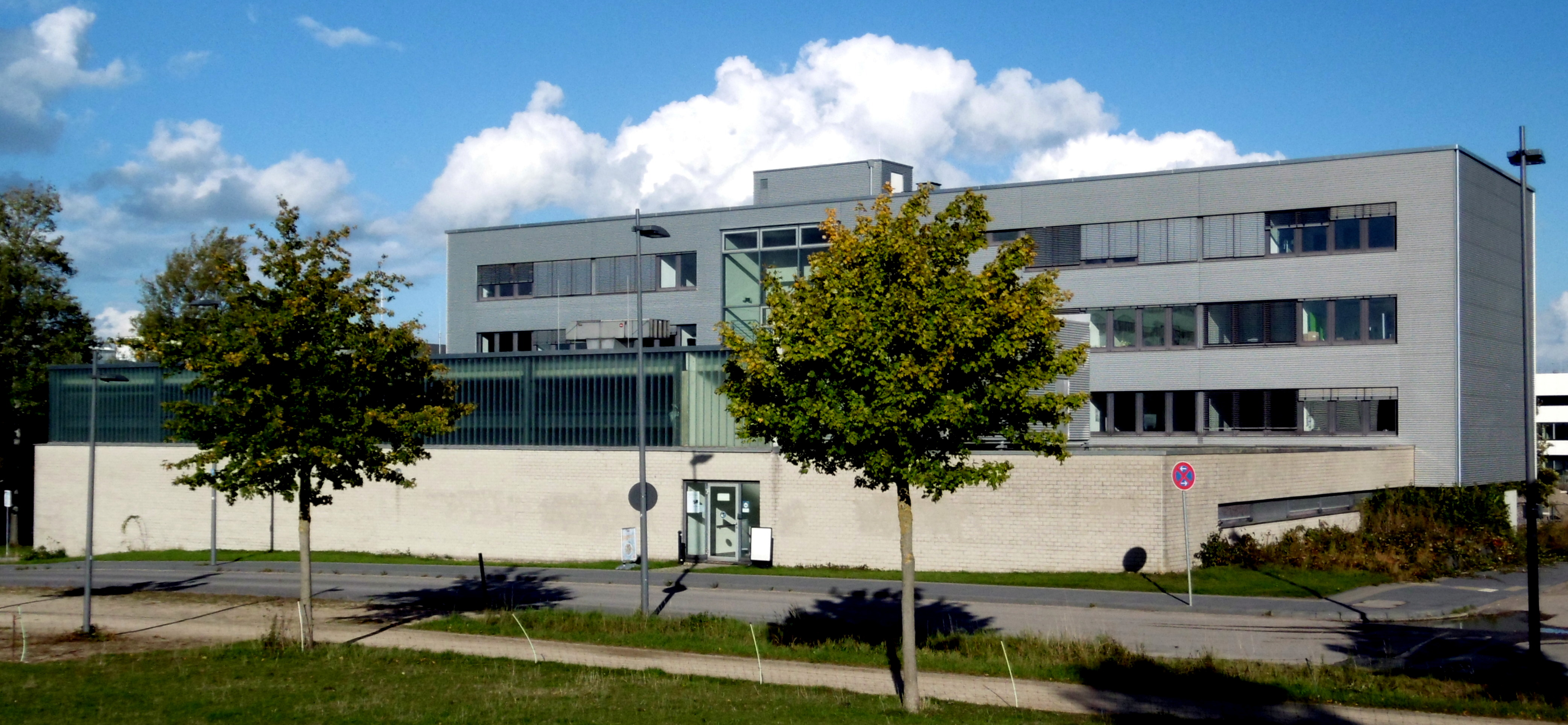
WZL-Forum, ehem. ADITEC

Das WZLforum, früher Aditec GmbH, des Werkzeugmaschinenlabors WZL der RWTH Aachen und des Fraunhofer-Instituts für Produktionstechnologie IPT ist ein Anbieter von produktionstechnischen und daran anknüpfenden Weiterbildungsprogrammen. Die Programme wenden sich an Fach- und Führungskräfte, die umsetzungsorientiertes Know-how auf der Basis wissenschaftlich fundierter Erkenntnisse erwerben möchten.